# Мале-Хелми
Мале-Хелми (пол. Małe Chełmy) — село в Польщі, у гміні Бруси Хойницького повіту Поморського воєводства.
Населення — 387 осіб (2011).
У 1975-1998 роках село належало до Бидгощського воєводства.

## Демографія
Демографічна структура станом на 31 березня 2011 року:
|          | Загалом | Допрацездатний вік | Працездатний вік | Постпрацездатний вік |
| -------- | ------- | ------------------ | ---------------- | -------------------- |
| Чоловіки | 192     | 49                 | 120              | 23                   |
| Жінки    | 195     | 65                 | 99               | 31                   |
| Разом    | 387     | 114                | 219              | 54                   |